# Schloss Wilhelmshöhe
O Schloss Wilhelmshöhe (Palácio do Alto de Guilherme) é um palácio da Alemanha, localizado num parque de montanha com o mesmo nome, o Bergpark Wilhelmshöhe, em Kassel, no Hesse. 
Internacionalmente é conhecido pelo seu uso actual como museu, o qual contém uma colecção de antiguidades e uma das maiores coleções de velhos mestres (Rembrandt, Ticiano, Rubens, entre outros) da Europa. Além disso, a ala do palácio em pedra branca com as únicas salas autênticas dos condes que permaneceram, é muito significativa. 

## Geografia
O palácio ergue-se na parte baixa do Bergpark Wilhelmshöhe, o maior parque de relevo montanhoso urbano da Europa, nas proximidades de Kassel, a uma altitude de 285 metros. Fica situado na baixa Karlsberghang (encosta de Karl), no extremo Oeste da Wilhelmshöher Allee (Alameda de Wilhelmshöher). 
O conjunto Barroco é dominado pela estátua do Hércules, símbolo de Cassel, que se eleva a 523 metros sobre a cidade, no mesmo eixo de visão do palácio. Acompanhando o relevo, estendem-se fontes e canais pelo parque até ao palácio. O conjunto é completado com o Löwenburg, um castelo-ruína construído em 1802, seguindo o espírito do romantismo então em voga.

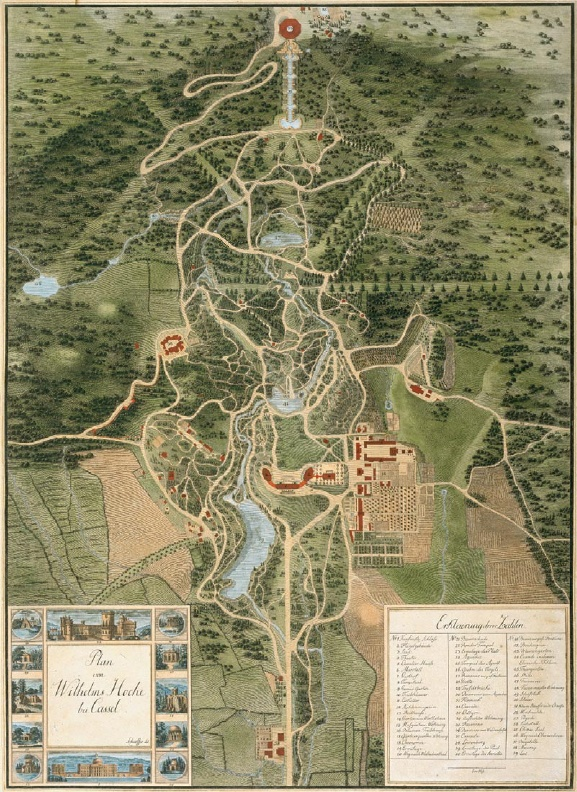
Planta do Bergpark Wilhelmshöhe.

## História
No local onde se situa a ala de pedra branca já existia um mosteiro dos Agostinianos desde o século XII. O conde Felipe I de Hesse (1504-1567), secularizou o mosteiro e usou-o como pavilhão de caça. O seu neto, o conde Moritz von Hesse-Cassel (1572-1632) construiu, entre 1606 e 1610, um novo pavilhão de caça. Este viria a ser substancialmente aumentado pelos seus sucessores. A construção original acabaria por ser vítimada pela edificação do novo palácio. 

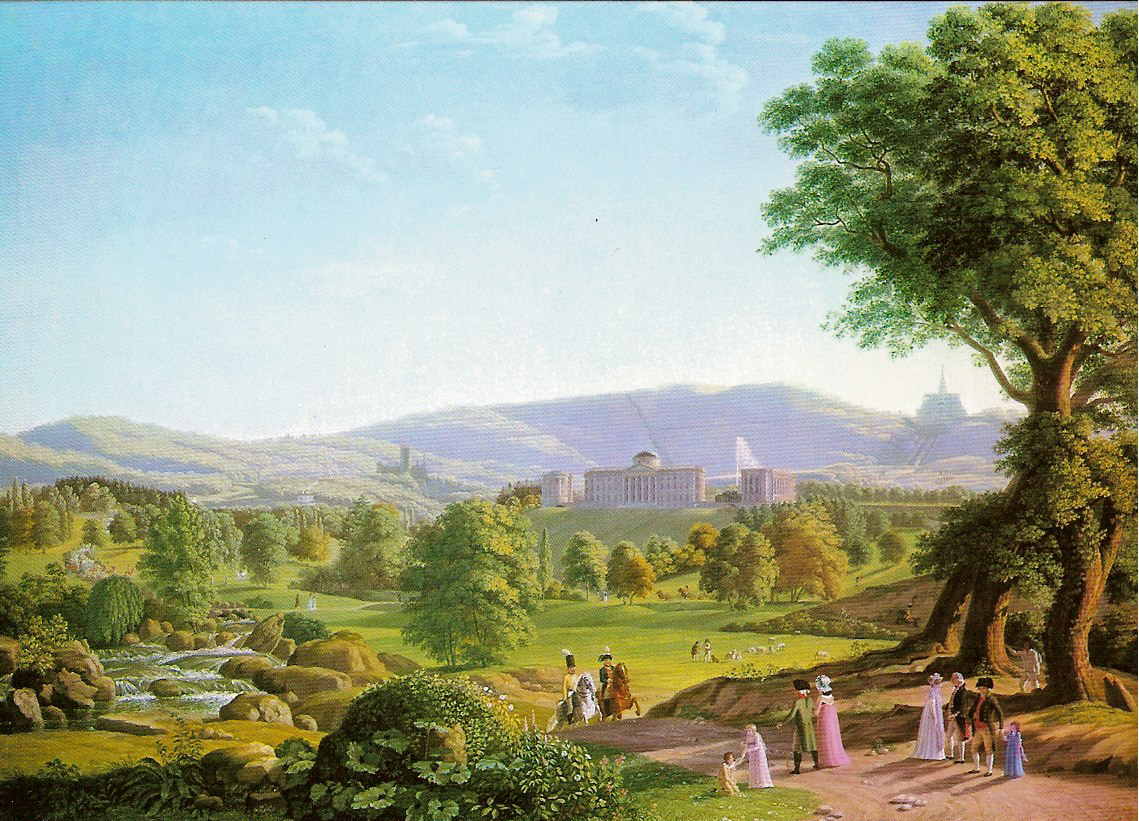
Vista do Schloss Wilhelmshöhe em 1800, numa pintura de Johann Erdmann Hummel.

O palácio actual foi construído entre 1786 e 1798 de acordo com desenhos dos arquitectos Simon Louis du Ry (ala de pedra branca) e Heinrich Christoph Jussow (secção central e alas laterais), sob as ordens de Guilherme IX de Hesse-Cassel (1743-1821), mais tarde Guilherme I, Príncipe-Eleitor do Hesse. Como modelos contaram com o castelo de Wanstead e o Prior Park, na Inglaterra, além da inspiração no Palácio de Versailles. O palácio foi planeado e executado com três largos corpos: um corpo central flanqueado por outros dois. O corpo central é realçado por um pórtico com seis colunas, que acompanha os três pisos do edifício, encimado por um frontão. As alas laterais são extensas, desenvolvendo-se em semicírculo para a frente, de ambos os lados do corpo central.
Durante a anexação ao Reino da Vestfália, entre 1806 e 1813, Jerônimo Bonaparte, Rei da Vestfália, irmão de Napoleão Bonaparte, rebaptizou o palácio de Napoleonshöhe e nomeou o seu camareiro-mor, Heinrich von Blumenthal, como governador, com instruções para supervisionar extensas renovações. O palácio serviu como residência a Jerônimo Bonaparte, durante alguns períodos. Por esta época, Carlos Luís Napoleão Bonaparte deve ter visitado o seu tio Jerônimo, sem imaginar que um dia viria a ser aprisionado ali como Napoleão III de França. 

A estátua do Hércules.

Três partes outrora vazias do edifício foram consumidas nas alas de ligação. Essas alas foram aumentadas durante o domínio do Príncipe-Eleitor Guilherme II de Hessen-Kassel para a sua altura actual. Por esse motivo e pela falta da original versão branca, perde-se algo no granítico edifício classissista. Entre os actos relevantes ocorridos durante a sua posse destaca-se a confirmação, na capela do palácio, da sua filha Louise von Bose, em 1828.

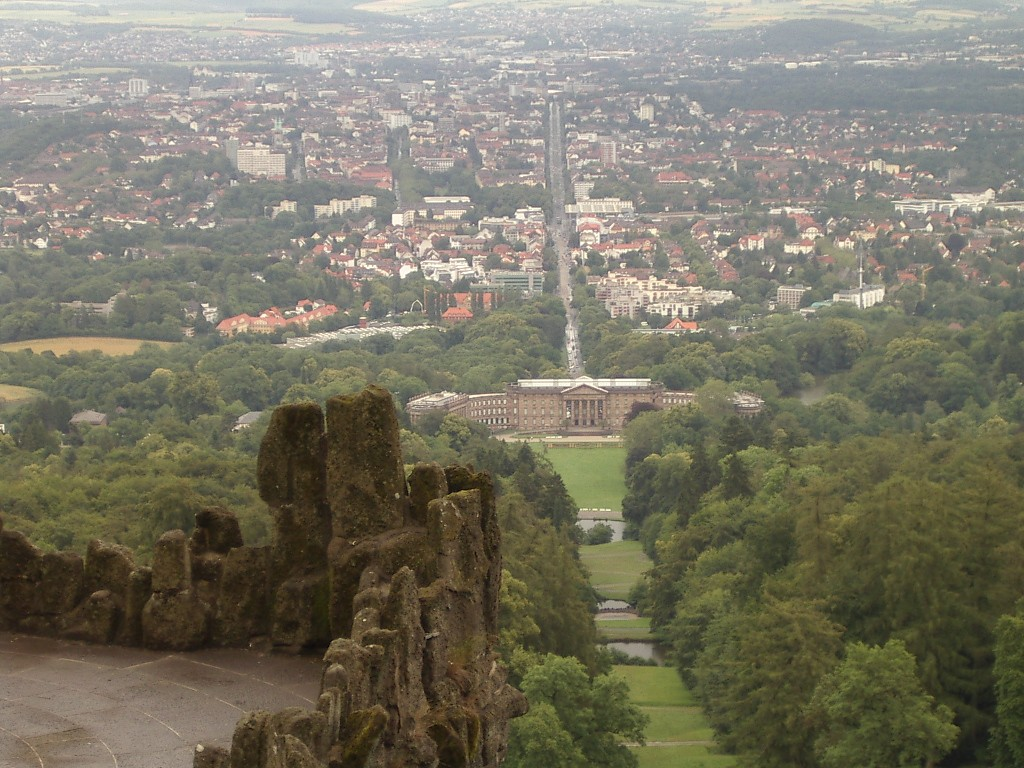
Vista panorâmica do Schloss Wilhelmshöhe e de Kassel a partir da estátua do Hércules.

Depois de ter sido capturado na Batalha de Sedan, no decorrer da Guerra franco-prussiana (1870-1871), Napoleão III de França foi levado para o Schloss Wilhelmshöhe sob prisão. Chegou ao palácio no dia 5 de Setembro de 1870 e permaneceu ali até 19 de Março de 1871, quando seguiu para o exílio na Inglaterra. No dia 30 de Outubro de 1870 foi visitado pela sua esposa, a Imperatriz Eugénia de Montijo. 
Entre 1944 e 1945 a Royal Air Force procedeu a vários ataques sobre Kassel. Em Fevereiro de 1945 ocorreu o bombardeamento ao Wilhelmshöhe, durante o qual o corpo central do palácio ficou bastante danificado, embora o lado do jardim, com salas totalmente equipadas, tenha permanecido intacto até ao segundo andar. 
No entanto, depois do fim da guerra, a protecção do conjunto pela administração de construção foi conspicuamente negligente. As peças históricas contidas no edifício foram tratadas sem cuidado durante as obras de restauro. As obras de adaptação ao museu resultaram na simplificação do edifício central, o qual ficou sem a cúpula para permitir o restabelecimento do eixo Alameda-Palácio-Hércules. 
Em 1972, Willy Brandt e Willi Stoph encontraram-se no palácio para conversações sobre as relações entra a RFA e a RDA.

## Uso actual

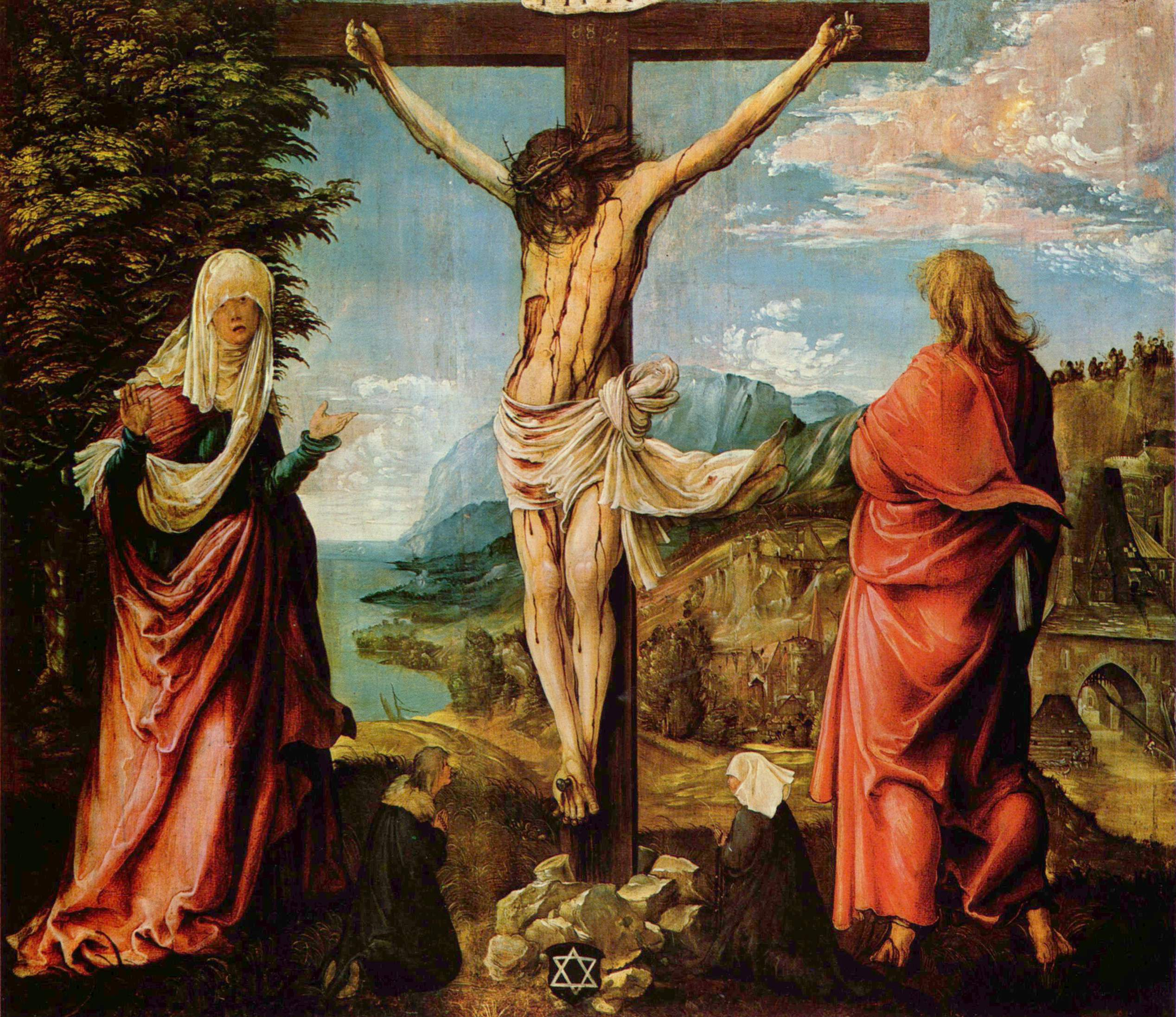
Crucificação de Albrecht Altdorfer.

Desde a reconstrução do palácio no pós-guerra, só o equipamento histórico da ala de pedra branca existe, o qual ficou ao cuidado da administração estatal dos palácios e jardins do Hessen. As salas mobiliadas dos Landgraves podem ser visitadas. O Kirchflügel (um dos corpos do palácio) passou a ser usado como o grandioso centro da administração dos museus estaduais de Kassel. O corpo central foi reconstruído sem cúpula nem vidraças, parecendo um corpo estranho ao conjunto actual. A disposição original das salas também não foi recuperada. Em vez da cúpula original foi colocado no edifício um telhado de vidro. Actualmente estão em exposição no corpo central:
- a Antikensammlung (Antiga Colecção)
- a Gemäldegalerie Alter Meister (Galeria de Pintura dos Velhos Mestres), onde se expôem obras dos alemães Albrecht Altdorfer, Albrecht Dürer e, particularmente de pintores barrocos italianos, espanhóis e holandeses - Tiziano, Rembrandt (por exemplo o Jakobssegen), Frans Hals, Rubens, etc.
- a Graphische Sammlung (Colecção Gráfica)
- exposições isoladas

A municipalidade protestante mantém os seus serviços na capela histórica.